# Workmen’s Compensation Act (Kanada)
Als Workmen's Compensation Act wird, wie in anderen englischsprachigen Ländern, ein kanadisches Gesetz bezeichnet, mit dem ab 1914 Regelungen im Zusammenhang mit Arbeitsunfällen und Berufskrankheiten von den Gerichten der Provinzen und Territorien getroffen wurden. Dementsprechend wurden Unfallversicherungen, Regelungen zur Arbeitsunfähigkeit, auch für den Todesfall, aber auch zur Sicherheit am Arbeitsplatz eingeführt, die jedoch von Provinz zu Provinz stark divergieren. Das Gesetz gilt als Auftakt zur Entwicklung des kanadischen Sozialstaats.
In einem weiteren Sinne handelt es sich bei der sogenannten Workers' compensation um eine Reihe von Gesetzen, die materielle Zuwendungen, medizinische Versorgung und Rehabilitationsmaßnahmen regelten. Bis dahin fielen Arbeitsunfälle und Berufskrankheiten unter das common law. Dies bedeutete in der Praxis, dass in jedem Einzelfall die Betroffenen ihren Arbeitgeber verklagen mussten, dem also eine Schuld im Sinne der Vernachlässigung bestimmter Obliegenheiten nachgewiesen werden musste.

## Geschichte
1889 stellte die Royal Commission on the Relations of Labour and Capital fest, dass die Zahl der Verletzungen in der kanadischen Industrie sehr hoch sei, und dass die Arbeitsbedingungen unterdrückerischen (oppressive) Charakter haben. Voraussetzung für eine moderne Regelung sei die Einsicht, dass Verletzungen unabhängig von der Verantwortungsbereitschaft und der Sorgfalt unter industriellen Arbeitsbedingungen niemals ausgeschlossen werden könnten, und daher ein Ausgleich ohne Betrachtung der individuellen Verantwortlichkeit geschaffen werden müsse. Jedoch wurden die zahlreichen Verbesserungsvorschläge von der Regierung zurückgewiesen, da sie in die Autorität der Provinzen eingreifen würden. Bis 1914 kam es dementsprechend zu keiner Regelung, da sich die Provinzen nicht dazu bereitfanden.
Eine Royal Commission unter Leitung von Sir William Meredith schlug 1913 ein System vor, das Arbeitern einen entsprechenden Ausgleich zusprach, jedoch sollten sie im Gegenzug auf ihr Recht verzichten, ihren Arbeitgeber zu verklagen. Das erste Gesetz unter dieser Prämisse war der Ontario Workmen's Compensation Act von 1914. Ihm folgten gleichartige Gesetze in den Provinzen Nova Scotia (1915), British Columbia (1916), Alberta (1918) und New Brunswick (1918), später in allen anderen Provinzen und Territorien. In Ontario entstand mit dem Gesetz der Worker's Compensation Board (seit 1998 Workplace Safety & Insurance Board), der neben seiner Funktion als Versicherung auch für die Arbeitssicherheit zuständig ist.
Anfangs waren nur Arbeiter in Industrien eingeschlossen, deren Gefahrenpotential bekannt war, heute sind fast alle eingeschlossen. Allerdings sind landwirtschaftliche Arbeiter, Heimarbeiter, Gelegenheitsarbeiter und Aushilfen nicht eingeschlossen. In einigen Provinzen kann dies allerdings per Antrag erreicht werden.
Die Ausgleichszahlungen hängen vom vorhergehenden Einkommen ab, sie liegen etwa bei drei Viertel dieses Einkommens.
Die Finanzierung erfolgt über Beiträge der Arbeitgeber in Abhängigkeit von der aus Erfahrung bekannten Gefährdung in den verschiedenen Industriezweigen. So entrichtet man je nach Gefährdung zwischen 0,25 und 15 % des Lohns. Höhere Risiken werden also durch entsprechend höhere Beiträge abgedeckt, was längerfristig zur Minderung der Risiken beitragen soll.
Während der Weltwirtschaftskrise forderten die Wohlfahrtsempfänger, die in Straßenbaulagern arbeiten mussten, angesichts hoher Unfallzahlen die Ausdehnung des Gesetzes auf die Arbeitslager. In Vancouver kam es im April 1935 zu einem Streik. Im Juni zogen Hunderte von Arbeitern Richtung Hauptstadt (On to Ottawa Trek), doch wurden sie am 1. Juli von der Polizei in Regina gestoppt. Bei dem Angriff auf die rund 3.000 Streikenden kam ein Polizist ums Leben, 40 Demonstranten und 5 Unbeteiligte wurden verletzt, 130 Bürger inhaftiert. Nur eine achtköpfige Delegation wurde zu Premierminister Richard Bedford Bennett vorgelassen, der sie jedoch als „Radikale“ beschimpfte und hinauswerfen ließ. Dennoch wurden die kasernenartigen Arbeitslager wenig später aufgelöst oder umgewandelt, so dass der Ausdehnung des Gesetzes auf diese Lager der Boden entzogen wurde.